# 気になるあの娘
気になるあの娘（きになるあのこ）は、吉本興業（福岡支社）所属のお笑いトリオ。2022年結成。

## メンバー
カイト丸山（1997年7月28日 - ）（28歳）
- 熊本県熊本市出身。立ち位置は向かって左。身長182cm、体重60kg。
- 趣味は散歩をすること、顔出しパネルを探すこと、お酒、パチンコ、マンガ。
- 特技はテニス、平泉成の声真似、声かけ、根拠の無い論を語ること

にわか片山（1989年10月29日 - ）（35歳）
- 福岡県福岡市出身。立ち位置は向かって真ん中。身長175cm、体重90kg。
- 趣味はジム通い、銅像写真撮り、作ったことない料理作り、ダイエット、スポーツ（野球、プロレス、バスケ）。
- 特技はダイエット、エビマヨ、人の粗探し、野球情報

ぬま水沼（1989年11月16日 - ）（35歳）
- 福岡県福岡市出身。立ち位置は向かって右。身長179cm、体重93kg。
- 趣味は二郎系ラーメンを食べること、サウナ、麻雀、山登り、1人カラオケをすること。
- 特技は、一発ギャグ、モノマネ、水の早飲み。

## 略歴
- 2011年に片山と水沼がコンビ「にわか」を結成しコンビで活動。そこにピン芸人で活動していた8年後輩の丸山が加入する形でトリオを結成。
- 主にコントがメインで、キングオブコントには結成当初から参加。2024年に福岡吉本所属で初めて準決勝に進出した[2]。
- コントだけではなく漫才もしており、M-1グランプリでは2022・2024年に1回戦を3位通過。2023年・2024年は3回戦に進出している[3]。
- また、単独ライブも結成当初から行っており、2024年にはよしもと福岡大和証券劇場で単独ライブ「シニング」を行った[4]。

## 賞レース戦歴

### キングオブコント
| 年度             | 結果       | 会場                            | 備考                                                 |
| ---------------- | ---------- | ------------------------------- | ---------------------------------------------------- |
| 2022年（第15回） | 2回戦進出  | 南大塚ホール                    |                                                      |
| 2023年（第16回） | 2回戦進出  | タワーホール船堀（5階）小ホール |                                                      |
| 2024年（第17回） | 準決勝進出 | なかのZERO 大ホール             | 福岡吉本所属の芸人のキングオブコント準決勝進出は初。 |

### その他賞レース
- 2022年 M-1グランプリ2022 2回戦進出
- 2023年 M-1グランプリ2023 3回戦進出
- 2024年 100×100 1回戦敗退
- 2024年 M-1グランプリ2024 3回戦進出[8]
- 2024年 フクゲキGP～福岡劇場グランプリ～ 準優勝[9]

## 出演
- パンブーのとりあえずナマ!?（TVQ）
- よしもと天神1丁目！（RKB）
- 海辺のアンテナ（Stand.fm）